# Georg Cantor
Georg Ferdinand Ludwig Philipp Cantor (tiếng Đức: [ˈɡeːɔʁk ˈfɛʁdinant ˈluːtvɪç ˈfiːlɪp ˈkantɔʁ]; 3 tháng 3 [lịch cũ 19 tháng 2] năm 1845 – 6 tháng 1 năm 1918) là một nhà toán học người Đức, được biết đến nhiều nhất với tư cách cha đẻ của lý thuyết tập hợp, một lý thuyết đã trở thành một lý thuyết nền tảng trong toán học. Cantor đã cho thấy tầm quan trọng của quan hệ song ánh giữa các phần tử của hai tập hợp, định nghĩa các tập vô hạn và các tập sắp tốt, và chứng minh rằng các số thực là "đông đúc" hơn các số tự nhiên. Trên thực tế, phương pháp chứng minh định lý này của Cantor ngụ ý sự tồn tại "vô hạn các tập vô hạn". Ông định nghĩa bản số và số thứ tự và phép tính về chúng. Sự nghiệp toán học vĩ đại của ông nhận được sự quan tâm lớn về mặt triết học, nhờ đó khiến ông càng được biết đến nhiều hơn.
Lý thuyết của Cantor về số siêu hạn ban đầu bị xem là phản trực giác - thậm chí gây sốc - tới mức nó vấp phải sự chống đối của những nhà toán học lừng lẫy đương thời như Leopold Kronecker và Henri Poincaré, sau này là Hermann Weyl và L. E. J. Brouwer, trong khi Ludwig Wittgenstein đưa ra những phản đối về triết học. Một số nhà thần học Thiên Chúa giáo (đặc biệt là phái Tân kinh viện) xem công trình của Cantor là một thách thức đối với tính độc nhất hiện hữu của sự vô hạn tuyệt đối trong bản thể Chúa Trời - từng có lần đặt thuyết về số siêu hạn ngang hàng với thuyết phiếm thần - một điều mà Cantor phản đối mãnh liệt. Những sự chống đối với công trình của ông đôi khi trở lên hung tợn: Poincaré đòi loại bỏ những ý tưởng của Cantor "một lần và mãi mãi", và Kronecker ngoài phản đối công khai còn tấn công vào cá nhân Cantor, gọi ông là một "tên lang băm khoa học", "kẻ bội tín" và "kẻ làm suy đồi giới trẻ". Kronecker thậm chí còn bác bỏ các chứng minh của Cantor rằng các số đại số là có thể đếm được, còn các số siêu việt thì không, những kết quả mà ngày nay được hiển nhiên thừa nhận trong các sách giáo khoa toán học cơ bản. Nhiều thập kỉ sau khi Cantor mất, Wittgenstein phàn nàn rằng toán học "bị dẫn qua dẫn lại bởi những thành ngữ độc hại của lý thuyết tập hợp", thứ mà ông xem là "hết sức vô nghĩa", "nực cười" và "sai lầm". Người ta cho rằng thái độ thù địch của những người đương thời là nguyên nhân dẫn đến những cơn trầm uất thường xuyên lặp lại mà Cantor phải chịu đựng từ 1884 cho tới cuối đời, mặc dù cũng có một giải thích khác rằng những cơn trầm uất này có thể là biểu hiện của một bệnh tâm thần lưỡng cực.
Sự chỉ trích khắc nghiệt cũng đi cùng với sự tôn vinh đối với Cantor. Năm 1904, Hội Vương thất Luân Đôn trao tặng cho Cantor Huy chương Sylvester, danh dự cao nhất của Hội dành cho toán học. Có người cho rằng Cantor tin rằng lý thuyết về số siêu hạn của ông là được Chúa mặc khải. David Hilbert đã lên tiếng bảo vệ nó với lời tuyên bố nổi tiếng: "Không ai đuổi được chúng ta khỏi Thiên giới mà Cantor đã sáng tạo nên."

## Cuộc đời

### Tuổi trẻ và học tập

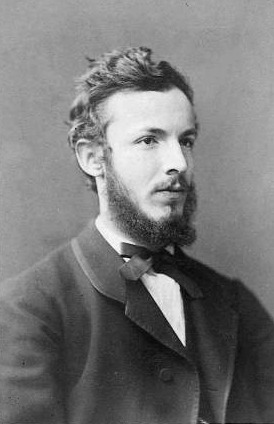
Georg Cantor khoảng năm 1870

Cantor sinh ngày 3 tháng 3 năm 1845 ở vùng nhượng địa thương mại phương Tây ở Sankt-Peterburg, Nga, và sống tại đó cho tới năm lên mười một tuổi. Georg, con cả trong số sáu người con của gia đình, sớm bộc lộ là một nghệ sĩ vĩ cầm xuất sắc. Ông ngoại ông là Franz Böhm (1788-1846, anh trai nghệ sĩ vĩ cầm Joseph Böhm) là một nhạc công nổi tiếng đương thời, một nghệ sĩ độc tấu trong dàn nhạc triều đình Đế quốc Nga. Cha của Cantor từng tham gia vào Sàn chứng khoán Sankt-Petersburg; khi ông lâm bệnh, gia đình chuyển về Đức năm 1856, đầu tiên ngụ ở Wiesbaden sau rời tới Frankfurt, tìm kiếm những nơi có thời tiết mùa đông dễ chịu hơn ở Sankt-Petersburg. Năm 1860, Cantor tốt nghiệp xuất sắc trường Realschule ở Darmstadt; hồ sơ cho thấy ông vượt trội trong các môn toán, đặc biệt là môn lượng giác. Năm 1862, Cantor vào học Đại học Zürich. Sau khi cha mất năm 1863, Cantor nhận một khoản thừa kế đáng kể và chuyển việc học hành tới Đại học Berlin, dự các lớp giảng của Leopold Kronecker, Karl Weierstrass và Ernst Kummer. Ông trải qua mùa hè năm 1866 ở Đại học Göttingen, lúc bấy giờ và sau này là một trung tâm nghiên cứu toán học.

### Giảng dạy và nghiên cứu
Năm 1867, Cantor hoàn thành luận văn tốt nghiệp về lý thuyết số ở Đại học Berlin. Sau khi giảng dạy tại một trường nữ sinh ở Berlin một thời gian ngắn, Cantor đảm nhận một vị trí tại Đại học Halle-Wittenberg cho tới cuối sự nghiệp. Ông cũng bảo vệ thành công một luận án liên quan tới lý thuyết số khác cho văn bằng tiến sĩ khoa học tại Halle năm 1869.
Năm 1874, Cantor cưới Vally Guttmann. Họ có sáu người con, đứa út Rudolph sinh vào năm 1886. Dù lương giáo sư eo hẹp nhưng Cantor có thể trang trải cho gia đình mình nhờ khoản thừa kế từ cha. Trong kì trăng mật ở dãy núi Harz, Cantor đã có thời gian trao đổi toán học với Richard Dedekind, người mà ông gặp hai năm trước đó trong kì nghỉ tại Thụy Sĩ.
Cantor được phong Giáo sư Đặc biệt vào năm 1872 và Giáo sư thực thụ năm 1879. Đạt chức vụ sau ở tuổi 34 là một thành tựu xuất chúng, nhưng Cantor vẫn khao khát có một ghế ở một đại học danh giá hơn, nhất là ở Đại học Berlin, lúc bấy giờ là đại học đứng đầu nước Đức. Tuy nhiên, công trình nghiên cứu của ông vấp phải quá nhiều sự chống đối nên mong muốn đó không thể trở thành hiện thực. Kronecker, người đứng đầu ngành toán ở Đại học Berlin cho đến khi qua đời vào năm 1891, ngày càng trở nên khó chịu với viễn cảnh nhận Cantor làm đồng nghiệp, đánh giá ông là một "kẻ làm suy đồi giới trẻ" khi giảng những ý tưởng cách tân cho thế hệ các nhà toán học trẻ hơn. Tệ hơn, chính Kronecker, một nhân vật rất nổi tiếng trong cộng đồng toán học và là thầy giáo cũ của Cantor, đã bất đồng căn bản với sự đột phá trong công trình của Cantor. Kronecker, người mà ngày nay được xem là một trong những cha đẻ của toán học kiến thiết, không ưa phần lớn lý thuyết tập hợp của Cantor bởi vì nó khẳng định sự tồn tại của các tập hợp thỏa mãn những tính chất nhất định, mà không đưa ra những ví dụ cụ thể về các tập hợp mà các phần tử của chúng thực sự thỏa mãn những tính chất đó. Cantor nhiều lần đăng ký vị trí giảng dạy ở Berlin nhưng đều vấp phải sự phản đối của Kronecker, tin rằng mâu thuẫn lập trường nghiên cứu với Kronecker khiến cho ông không bao giờ có thể rời khỏi Halle.
Năm 1881, đồng nghiệp của Cantor tại Halle là Eduard Heine qua đời, tạo ra một ghế giáo sư trống. Theo đề xuất của Cantor, trường lần lượt bổ nhiệm Richard Dedekind, Heinrich M. Weber và Franz Mertens, nhưng họ lần lượt từ chối. Người nhận vị trí đó cuối cùng là Friedrich Wangerin nhưng ông này không bao giờ gần gũi với Cantor. Năm 1882, trao đổi thư từ liên quan tới toán học giữa Cantor và Dedekind chấm dứt, dường như là kết quả của việc Dedekind không nhận ghế giáo sư Halle. Cantor cũng bắt đầu mối liên lạc thư từ với Gösta Mittag-Leffler ở Thụy Điển, và sau đó đăng bài trên tạp chí Acta Mathematica của ông này. Nhưng năm 1885, Mittag-Leffler bắt đầu lo ngại về bản chất triết học và thuật ngữ mới trong một bài báo Cantor gửi tới. Ông yêu cầu Cantor rút bài báo, viết rằng nó "...quá sớm khoảng một trăm năm". Cantor chấp nhận, nhưng từ đó cắt bớt liên lạc; và nói với một người khác:
Theo cách của Mittag-Leffler, tôi phải chờ tới năm 1984, đối với tôi dường như đó là một đòi hỏi quá lớn!... Nhưng dĩ nhiên tôi chẳng bao giờ muốn biết thêm điều gì về Acta Mathematica.

Hậu quả của những chỉ trích về nghiên cứu khiến Cantor rơi vào cơn trầm uất đầu tiên vào năm 1884. Trong năm đó Cantor viết 52 bức thư cho Mittag-Lefler, bức nào đều phàn nàn về thầy cũ Kronecker, trong đó có đoạn nhắc tới sự kiệt quệ lòng tự tin về nghiên cứu của mình:
... Tôi không biết khi nào tôi sẽ trở lại việc nghiên cứu khoa học. Ở thời điểm hiện tại tôi không thể làm bất cứ điều gì, ngoại trừ những nghĩa vụ giảng dạy tối cần thiết; sẽ hạnh phúc biết mấy nếu tôi lại có thể hoạt động nghiên cứu, nếu như tối có lại được tinh thần sảng khoái.

Sự khủng hoảng tinh thần này khiến ông đăng ký giảng triết học thay vì toán. Ông cũng bắt đầu nghiên cứu sâu về văn học thời đại Elizabeth, tin rằng phải có bằng chứng về việc Francis Bacon đã viết những vở kịch mà người ta quy cho là của Shakespeare; điều này thể hiện trong hai cuốn sách nhỏ in năm 1896 và 1897.
Cantor hồi phục ít lâu sau đó, và đem đến những cống hiến quan trọng nữa, bao gồm Luận cứ chéo Cantor nổi tiếng cũng như Định lý Cantor. Tuy nhiên ông không còn có thể đạt được mức độ công bố bài báo như những năm 1874-1884. Về sau ông đã tìm được cách hòa giải với Kronecker; tuy nhiên, những khó khăn và bất đồng về triết học ngăn cách họ vẫn tồn tại.
Năm 1890, Cantor đóng vai trò quan trọng trong việc thành lập Hội Toán học Đức (Deutsche Mathematiker-Vereinigung) và chủ trì phiên họp đầu tiên của hội tại Halle năm 1891, nơi ông lần đầu tiên giới thiệu luận cứ chéo của mình; danh tiếng ông đã đủ mạnh, bất chấp sự phản đối của Kronecker, để đảm bảo cho ông được bầu làm chủ tịch đầu tiên của hội. Gạt sang một bên sự thù nghịch Kronecker từng thể hiện đối với ông, Cantor mời ông diễn thuyết trước hội nghị, nhưng Kronecker không thể thực hiện do vợ ông mất do chấn thương trượt tuyết vào đúng thời gian đó. Cantor cũng là người đề xuất và tổ chúc Đại hội Toán học Quốc tế lần thứ nhất vào năm 1897 tại Zurich.

### Những năm cuối đời
Sau khi lần nhập viện năm 1884, không có ghi chép nào rằng Cantor phải vào viện lần nữa cho tới năm 1899. Ít lâu sau lần nhập viện thứ hai đó, người con trai út Rudolph chết đột ngột (Cantor biết tin lúc đang giảng về thuyết Bacon và Shakespeare), và bi kịch này làm suy mòn phần nhiều đam mê toán học của ông. Cantor lại phải vào viện năm 1903. Một năm sau, ông bị xúc phạm và kích động bởi một bài viết của Julius König tại Đại hội Các nhà toán học Quốc tế lần thứ ba. Bài viết tìm cách chứng minh rằng những lý luận chủ yếu của lý thuyết tập hợp siêu hạn là sai. Do bài báo được đọc trước mặt các con gái và đồng nghiệp của Cantor, ông cảm thấy bị sỉ nhục công khai. Mặc dù không đầy một ngày sau Ernst Zermelo đã chứng minh rằng ý kiến của König là sai, Cantor vẫn bị chấn động, đến mức không ngừng lẩm nhẩm hỏi Chúa. Trong suốt phần đời còn lại ông mắc chứng trầm uất kinh niên, vài lần phải nghỉ giảng dạy và liên tục phải trú tại trong các viện an dưỡng khác nhau. Các sự kiện năm 1904 mở đầu cho những lần nhập viện trong hai, ba năm sau đó. Tuy nhiên ông đã không từ bỏ toán học hoàn toàn, mà vẫn giảng về những nghịch lý của lý thuyết tập hợp (nghịch lý Burali-Forti, nghịch lý Cantor, và nghịch lý Russell) trong một phiên họp của Hội Toán học Đức năm 1903, và tham dự Đai hội Toán học Quốc tế ở Heidelberg năm 1904.
Vào năm 1911, Cantor là một trong số những học giả nước ngoài được mời tham dự kỷ niệm 500 năm thành lập Đại học St. Andrews ở Scotland. Cantor đã có mặt, hi vọng gặp được Bertrand Russell, người vừa xuất bản cuốn Principia Mathematica (Những nguyên lý toán học) trong đó trích dẫn công trình của Cantor; tuy nhiên họ không gặp được nhau. Năm sau đó, trường St. Andrews tặng Cantor bằng tiến sĩ danh dự, nhưng cơn bệnh khiến ông không thể dự lễ nhận bằng.
Cantor nghỉ hưu năm 1913, sống trong nghèo khổ và đói khát trong những năm Chiến tranh thế giới thứ nhất. Chiến tranh cũng làm lễ kỷ niệm rộng rãi sinh nhật thứ 70 của ông phải hủy bỏ. Tháng 6 năm 1917, ông lại phải vào viện an dưỡng một lần nữa. Tình trạng của ông không được cải thiện và ông liên tục viết thư cho vợ xin cho ông về nhà. Ông mất ngày 6 tháng 1 năm 1918 do một cơn đau tim đột ngột tại viện an dưỡng.

## Sự nghiệp toán học
Công trình chính của Cantor những năm 1874-1884 là nguồn gốc của lý thuyết tập hợp. Trước công trình này, quan niệm về tập hợp đã là một quan niệm cơ bản được sử dụng ngay từ buổi khởi đầu của toán học, có thể lần ngược nguồn gốc tới những tư tưởng của Aristotle. Tuy nhiên trước Cantor, chỉ có những tập hợp hữu hạn (tương đối dễ hiểu) và "cái vô hạn" (nhưng là một chủ đề triết học thay vì toán học). Bằng cách chứng minh rằng có nhiều (vô hạn) những kích cỡ có thể cho các tập hợp vô hạn, Cantor đã khẳng định rằng lý thuyết về tập hợp là không vô nghĩa, rằng cần thiết phải nghiên cứu nó. Lý thuyết tập hợp đã đóng một vai trò một lý thuyết nền tảng trong toán học hiện đại vì nó cho phép diễn dịch những mệnh đề về các đối tượng toán học (chẳng hạn, số và hàm số) từ tất cả những ngành truyền thống của toán học (đại số, giải tích, tô pô trong một lý thuyết duy nhất, và cung cấp một tập hợp những tiên đề để chứng minh hay bác bỏ chúng.
Trên một trong những bài viết đầu tiên của mình, Cantor đã chứng minh rằng tập hợp các số thực là "đông đúc hơn" (tức là, lực lượng của tập hợp lớn hơn) so với tập hợp các số tự nhiên; điều này lần đầu tiên chỉ ra sự tồn tại các tập vô hạn với kích thước (lực lượng) khác nhau. Ông cũng là người đầu tiên đánh giá tầm quan trọng của tương ứng một-một trong lý thuyết tập hợp. Ông sử dụng quan niệm này để định nghĩa các tập hữu hạn và các tập vô hạn, phân loại các tập vô hạn thành các tập đếm được và các tập không đếm được.
Cantor đã phát triển các khái niệm quan trọng trong tô pô và quan hệ giữa nó với lực lượng tập hợp. Chẳng hạn, ông chỉ ra rằng các tập Cantor không bao giờ dày đặc, mà có cùng lực lượng với tập tất cả số thực, trong khi các số hữu tỉ dày đặc ở mọi điểm nhưng có thể đếm được.
Cantor đưa ra những cấu trúc cơ bản trong lý thuyết tập hợp, như tập lũy thừa của một tập A, là tập tất cả các tập hợp con khả dĩ của A. Ông chứng mình rằng kích thước của tập lũy thừa của A lớn hơn kích thước của A, ngay cả khi A là một tập vô hạn; điều này về sau gọi là Định lý Cantor. Cantor phát triển một lý thuyết toàn diện và số học về các tập vô hạn, gọi là bản số và tự số, một sự mở rộng số học về các số tự nhiên. Ký hiệu ông dùng cho bản số là chứ cái Hebrew aleph {\displaystyle \aleph } với một chỉ số dưới là số tự nhiên, đối với các tự số ông dùng chữ cái Hy Lạp omega ω; cách ký hiệu này vẫn duy trì tới ngày nay.
Giả thuyết continuum, do Cantor đưa ra và sau này David Hilbert dùng làm bài toán thứ nhất trong số hai mươi ba bài toán thế kỷ ông đưa ra tại Đại hội Các nhà toán học Quốc tế ở Paris năm 1900. Công trình của Cantor cũng nhận được sự chú ý đặc biệt ngoài lời tán dương nổi tiếng của Hilbert. Triết gia người Mỹ Charles Sanders Peirce ca tụng lý thuyết tập hợp, và sau các bài thuyết trình của Cantor tại Đại hội Các nhà toán học Quốc tế lần thứ nhất ở Zurich năm 1897, Adolf Hurwitz và Jacques Hadamard đồng loạt biểu thị sự ngưỡng mộ. Cũng tại Đại hội đó, Cantor giảng hòa với Dedekind. Từ 1905, Cantor thường liên lạc với người hâm mộ và là dịch giả của ông, một người Anh tên là Philip Jourdain về lịch sử lý thuyết tập hợp và các quan điểm tôn giáo của Cantor.

### Lý thuyết số, chuỗi lượng giác và bản số
Mười bài báo đầu tiên Cantor công bố đều liên quan tới lý thuyết số, cũng là đề tài luận văn của ông. Dưới sự gợi ý của Eduard Heine, Cantor chuyển sang giải tích. Heine đề nghị Cantor giải một bài toán để ngỏ mà Dirichlet, Lipschitz, Bernhard Riemann và bản thân Heine đã đi vào ngõ cụt: tính duy nhất của phép biểu diễn một hàm số bằng chuỗi lượng giác. Cantor giải bài toán phức tạp này năm 1869. Chính vào thời gian làm việc với bài toán này ông đã khám phá ra các bản số siêu hạn, xuất hiện như chỉ số n trong tập lấy đạo hàm thứ n Sn của một tập S các không điểm của một chuỗi lượng giác. Cho trước một chuỗi lượng giác f(x) với S là tập các không điểm của nó, Cantor đã khám phá ra một quy trình sinh các chuỗi lượng giác khác có S1 là tập các không điểm của nó, tại đó S1 là tập các điểm giới hạn của S. Nếu Sk+1 là tập các điểm tới hạn của Sk, thì ông có thể xây dựng một chuỗi lượng giác mà các không điểm là Sk+1. Bởi các tập Sk đều là tập đóng, chúng chứa các điểm giới hạn, và giao của các dãy vô hạn giảm dần của các tập S, S1, S2, S3 tạo nên một tập hữu hạn, mà chúng ta gọi là Sω, và sau đó ông chỉ ra rằng Sω cũng phải có một tập các điểm giới hạn Sω+1, và cứ thế mãi. Ông có những ví dụ tiếp diễn mãi mãi, và đó là một dãy vô hạn xuất hiện tự nhiên ω, ω+1, ω+2,...
Giữa những năm 1870 và 1872, Cantor xuất bản thêm nhiều bài báo về chuỗi lượng giác, đồng thời một bài xác định các số ảo như là những dãy hội tụ của các số thực. Dedekind, người kết bạn với Cantor từ 1872, trích dẫn bài báo này trong năm ấy, gọi định nghĩa nổi tiếng về các số thực là lát cắt Dedekind. Trong khi mở rộng định nghĩa về số theo quan niệm có tính cách mạng về bản số vô hạn, Cantor lại đối lập một cách đầy nghịch lý đối với các đại lượng vô cùng bé do những người đương thời là Otto Stolz và Paul du Bois-Reymond đề xướng, mô tả chúng là một "điều ghê tởm", "một thứ vi khuẩn tả của toán học". Cantor cũng từng công bố một "chứng minh" sai về tính không nhất quán của các vô cùng bé.

### Lý thuyết tập hợp

Minh họa của luận cứ chéo Cantor cho sự tồn tại của những tập không thể đếm được. Dãy ở phía dưới không thể xuất hiện ở bất cứ đâu trong danh sách vô hạn các dãy ở trên.

Bài báo của Cantor công bố năm 1874, "Über eine Eigenschaft des Inbegriffes aller reellen algebraischen Zahlen" ("Về một thuộc tính của tập hợp tất cả số đại số thực") đã đánh dấu sự ra đời của lý thuyết tập hợp như một nhánh của toán học. Bài báo này lần đầu tiên cung cấp một phép chứng minh chặt chẽ rằng có nhiều hơn một loại vô hạn. Trước đó tất cả các tập vô hạn hoàn toàn quy là "cùng lực lượng" (nghĩa là cùng "kích thước" hay cùng số phần tử). Cantor chứng minh rằng tập các số thực và tập các số nguyên dương là không cùng lực lượng. Nói một cách khác, các số thực là không thể đếm được. Phép chứng minh này phức tạp hơn luận cứ chéo Cantor tao nhã hơn mà ông đưa ra năm 1891. Bài viết của Cantor cũng chứa một phương pháp mới để xây dựng các số siêu việt, thay cho phương pháp đầu tiên mà Joseph Liouville tìm ra năm 1844.
Cantor kiến tạo các kết quả này bằng cách sử dụng hai phép xây dựng. Phép xây dựng thứ nhất chỉ ra cách viết các số đại số thực như một dãy a1, a2, a3, .... Nói cách khác, các số đại số thực có thể đếm được. Cantor bắt đầu phép xây dựng thứ hai với bất kì dãy số thực nào. Sử dụng dãy này, ông xây dựng các khoảng lồng nhau mà giao của chúng chứa một số thực không nằm trong dãy. Bởi vì mọi dãy số thực có thể dùng để xây dựng một số thực không nằm trong dãy, các số thực không thể viết thành một dãy-nghĩa là, các số thực là không đếm được. Bằng cách áp dụng phép xây dựng đối với dãy các số thực đại số, Cantor tạo nên một số siêu việt. Ông chỉ ra rằng các phép xây dựng của mình chứng tỏ nhiều hơn thế; cụ thể, chúng cung cấp phép chứng minh mới cho định lý Liouville: mọi khoảng chứa nhiều vô hạn những số siêu việt. Bài báo tiếp theo của Cantor chứa một phép xây dựng chứng tỏ rằng tập hợp các số siêu việt có cùng lũy thừa với tập các số thực.
Giữa những năm 1879 và 1884, Cantor đã đăng một loạt sáu bài báo trên tờ Mathematische Annalen, cùng với nhau chúng tạo nên một dẫn nhập về lý thuyết tập hợp. Cùng lúc, có một sự phản đối ngày càng tăng lên đối với các ý tưởng của Cantor, do Kronecker chủ xướng, những người chấp chận các khái niệm toán học chỉ nếu chúng có thể xây dựng trong một số hữu hạn các bướcc từ những số tự nhiên, điều hợp với trực giác thông thường. Đối với Kronecker, các thứ bậc vô hạn khác nhau của Cantor là không thể chấp nhận được, vì tiếp thu quan niệm về vô hạn thực sẽ mở ra cánh cửa tới những nghịch lý thách thức tính đúng đắn của toàn thể toán học. Cantor cũng đưa ra khái niệm tập Cantor trong thời kỳ này.
Bài báo thứ năm trong loạt bài, "Grundlagen einer allgemeinen Mannigfaltigkeitslehre" ("Những Nền tảng của một Lý thuyết Tổng quán về các Tập hợp") công bố năm 1883, là bài quan trọng nhất và được xuất bản dưới dạng chuyên khảo. Nó chứa đựng lời đáp trả của Cantor đối với những phê phán nhắm vào ông và chỉ ra cách làm thế nào những số siêu thực là một mở rộng hệ thống của các số tự nhiên. Nó bắt đầu bằng cách định nghĩa các tập chặt chẽ. Các tự số cũng được đưa ra, như là các loại thứ bậc của tập chặt chẽ. Sau đó Cantor định nghĩa phép cộng và nhân của các bản số và tự số. Năm 1885, Cantor mở rộng lý thuyết về các dạng thứ bậc khiến cho tự số đơn giản trở thành một trường hợp đặc biệt của các dạng thứ bậc.
Năm 1891, ông công bố một bài báo chứa "luận cứ chéo" (phương pháp chéo) về sự tồn tại của một tập không đếm được. Ông áp dụng ý tưởng giống như khi chứng minh Định lý Cantor: lực lượng của một tập lũy thừa của tập A là lớn hơn lực lượng của A. Điều này thiết lập sự phong phú các thứ bậc của các tập vô hạn, và của số học về bản số và tự số mà ông định nghĩa. Luận cứ của ông có ý nghĩa cơ bản trong lời giải của bài toán dừng và phép chứng minh định lý thứ nhất về tính không đầy đủ của Gödel. Cũng vào năm 1894, Cantor viết bài về giả thuyết Goldbach.
Năm 1895 và 1897, Cantor xuất bản bài báo hai phần trên tờ Mathematische Annalen do Felix Klein biên tập; đây là bài báo quan trọng cuối cùng của ông về lý thuyết tập hợp. Phần thứ nhất bắt đầu bằng việc định nghĩa tập hợp, tập con, v.v.. theo cách mà ngày nay chấp nhận rộng rãi. Số học về bản số và tự số cũng được xem xét. Cantor muốn phần thứ hai bao gồm một phép chứng minh cho giả thuyết continuum, nhưng đã phải dành để diễn giải về các tập chặt chẽ và tự số. Cantor nỗ lực chứng minh rằng nếu A và B là các tập hợp với A tương đương với một tập con của B và B tương đương với một tập con của A, thì A và B tương đương với nhau. Ernst Schröder đã khẳng định định lý này ít lâu trước đó, nhưng phép chứng minh của ông này, cũng như của Cantor, còn có khe hở. Phải đến năm 1898 trong luận văn tiến sĩ Felix Bernstein mới cung cấp một phép chứng minh đúng đắn, do đó mà có tên định lý Cantor-Bernstein-Schroeder.

#### Tương ứng một-một

Một hàm song ánh.

Bài báo năm 1874 gửi cho tạp chí Crelle (do Kronecker chủ biên) là bài đầu tiên viện dẫn khái niệm tương ứng một-một (song ánh), mặc dù ông không dùng cụm từ đó. Ông bắt đầu tìm kiếm tương ứng một-một giữa các điểm trên một hình vuông đơn vị và các điểm của một đoạn thẳng đơn vị. Trong lá thư gửi Dedekind năm 1877, Cantor chứng minh một kết quả mạnh hơn nhiều: đối với bất kì số nguyên dương n nào, tồn tại một tương ứng một-một giữa các điểm của đoạn thẳng đơn vị và tất cả các điểm trong một không gian n chiều. Câu nói của Cantor trong lá thư về khám phá này đã trở thành nổi tiếng "Je le vois, mais je ne le crois pas!" ("Tôi thấy nó, nhưng tôi không tin nó!"). Kết quả mà ông thấy quá đỗi ngạc nhiên có những ngụ ý trên hình học và định nghĩa về chiều không gian.
Năm 1878, Cantor gửi một bài báo khác tới Crelle, trong đó ông định nghĩa một cách chính xác khái niệm về tương ứng một-một, và đưa ra định nghĩa về "lực lượng" tập hợp (một thuật ngữ mượn từ Jakob Steiner) sự "tương đương" của các tập hợp: hai tập hợp là tương đương (có cùng lực lượng) nếu tồn tại tương ứng một-một giữa chúng. Cantor định nghĩa các tập có thể đếm được (hay có thể đánh số được) là không gian Euclid n chiều Rn có cùng lực lượng với tập các số thực R, cũng như một tích vô hạn đếm được các bản sao của R. Trong khi ông sử dụng rộng rãi tính có thể đếm được như một quan niệm, ông chỉ viết thuật ngữ "có thể đếm được" từ năm 1883. Cantor cũng thảo luận những tư tưởng của ông về chiều không gian, nhấn mạnh rằng phép ánh xạ của ông giữa một khoảng đơn vị và một hình vuông đơn vị không phải là một ánh xạ liên tục.
Bài báo này đã làm mếch lòng Kronecker, và Cantor muốn rút nó xuống, tuy nhiên Dedekind thuyết phục ông không làm vậy và Weierstrass tán thành việc công bố. Tuy nhiên, Cantor không bao giờ gửi công trình nào cho tờ Crelle nữa.

#### Giả thuyết continuum
Cantor là người đầu tiên thiết lập giả thiết mà về sau được biết dưới tên giả thuyết continuum (tiếng Anh: continuum hypothesis, trong các sách thường viết tắt CH): không tồn tại bất cứ tập nào mà lực lượng của nó lớn hơn của tập số tự nhiên và ít hơn tập các số thực (hay một cách tương đương, bản số của số thực là chính xác bằng aleph-1). Cantor tin rằng giả thuyết continuum đúng và nhiều năm liền tìm cách chứng minh nó đã khiến cho ông suy sụp đáng kể.
Những tiến bộ về sau trong toán học đã chỉ rõ những khó khăn mà Cantor vấp phải trong việc chứng minh giả thuyết continuum: các kết quả năm 1940 của Gödel và năm 1963 của Paul Cohen cho phép suy luận rằng giả thuyết continuum không thể chứng minh hay bác bỏ nếu sử dụng lý thuyết tập hợp Zermelo-Fraenkel cùng với tiên đề chọn (tiếng Anh là "axiom of choice", tổ hợp hai yếu tố này thường được viết tắt là ZFC).

#### Nghịch lý
Thảo luận về những nghịch lý liên quan tới lý thuyết tập hợp bắt đầu xuất hiện khoảng cuối thế kỉ 19. Một số trong những nghịch lý ngụ ý những khó khăn cơ bản đối với bản thân lý thuyết. Trong một bài báo năm 1897 về một chủ đề không liên quan, Cesare Burali-Forti đặt ra nghịch lý đầu tiên, nghịch lý Burali-Forti: tự số của tập hợp tất cả các bản số phải là một tự số và điều này dẫn tới mâu thuẫn. Cantor đã phát hiện nghịch lý này năm 1895, mô tả nó trong một bức thư gửi Hilbert năm 1896. Những chỉ trích đạt tới đỉnh điểm khi Cantor đưa ra những lập luận phản bác vào năm 1903 với dự định bảo vệ những giáo lý cơ bản trong lý thuyết của mình.
Năm 1899, Cantor khám phá ra nghịch lý mang tên ông: bản số của tập hợp của mọi tập hợp là gì? Rõ ràng nó phải là bản số lớn nhất khả dĩ. Nhưng với bất kỳ tập A nào, bản số của tập lũy thừa của A lớn hơn bản số của A (thực kiện này chính là định lý Cantor). Nghịch lý này, cùng với nghịch lý thứ nhất kể trên, dẫn Cantor tới việc thiết lập một quan niệm gọi là phép giới hạn kích thước, theo đó tập hợp của tất cả bản số, hoặc của tất cả tập hợp, là một số "bội không nhất quán" "quá lớn" để là một tập hợp. Về sau người ta gọi những "tập hợp" như vậy là
lớp riêng".
Một quan điểm chung của các nhà toán học là những nghịch lý này, cùng với nghịch lý Russell chứng tỏ rằng không thể nào đem một cách tiếp cận giản đơn, phi tiên đề đối với lý thuyết tập hợp mà không có nguy cơ gặp mâu thuẫn, và chắc chắn rằng chúng là những động lực để Zermelo và những người khác tạo nên những phép tiên đề hóa cho lý thuyết tập hợp. Những người khác lại ghi nhận rằng những nghịch lý không thu được trong một cái nhìn không hợp thức khuyến khích bởi những thứ bậc lặp lại, vốn có thể xem như sự diễn giải những ý tưởng về phép giới hạn kích thước. Vài người cũng đặt câu hỏi liệu cách thiết lập lý thuyết tập hợp giản đơn của Frege (thứ bị nghịch lý Russell bác bỏ trực tiếp) có thực sự là một cách diễn giải trung thành của những quan niệm Cantor.

## Triết học, tôn giáo với toán học Cantor
Quan niệm về sự tồn tại của một vô hạn thực là một vấn đề quan trọng được các lĩnh vực toán học, triết học và tôn giáo cùng quan tâm. Bảo vệ tính chính thống của mối quan hệ giữa Chúa Trời và toán học, mặc dù không giống cách của những người chỉ trích mình, là một mối quan tâm dai dẳng của Cantor. Ông trực tiếp nhắc đến sự giao thoa giữa các lĩnh vực trên trong lời giới thiệu Grundlagen einer allgemeinen Mannigfaltigkeitslehre, trong đó ông nhấn mạnh mối liên hệ giữa quan điểm về cái vô hạn với ý tưởng triết học về nó của ông. Đối với Cantor, những quan điểm toán học của ông gắn bó nội tại với những ngụ ý triết học và thần học của chúng; ông đồng nhất cái Vô hạn Tuyệt đối với Chúa Trời và ông xem công trình về số siêu hạn của minh đã được mặc khải cho ông trực tiếp từ Chúa-đấng chọn Cantor để hiển lộ chúng cho thế giới.
Tranh cãi giữa các nhà toán học nảy sinh từ những quan điểm đối lập trong triết học toán học liên quan tới bản chất của vô hạn thực. Một vài người giữ quan điểm rằng vô hạn là một sự trừu tượng hóa không hợp thức về mặt toán học, và từ chối sự tồn tại của nó. Các nhà toán học từ ba trường phái tư tưởng chính (cấu trúc luận và hai nhánh của nó, trực giác luận và hữu hạn luận) phản đối lý thuyết của Cantor về vấn đề này. Đối với những nhà cấu trúc luận như Kronecker, sự bác bỏ vô hạn thực nảy sinh từ sự bất đồng căn bản với ý tưởng rằng những phép chứng minh phi cấu trúc như lập luận chéo của Cantor là đủ để đảm bảo sự tồn tại của cái gì đó. Thuyết trực giác cũng phản đối ý tưởng rằng vô hạn thực là biểu diễn của bất kỳ loại hiện thực nào, nhưng từ một con đường khác. Thứ nhất, lập luận của Cantor dùng logic để chứng minh sự tồn tại của số siêu hạn như một thực thể toán học thực, trong khi những người theo thuyết trực giác cho rằng các thực thể toán học không thể quy giảm về các mệnh đề logic, mà phải bắt nguồn từ trực giác của tâm thức. Thứ hai, cách định nghĩa cái vô hạn của Cantor tự nó đã không được phép trong trực giác luận, bởi vì tâm thức con người không thể xây dựng bằng trực giác một tập vô hạn. Brouwer và đặc biệt là Poincaré tiêu biểu cho lập trường trực giác luận chống Cantor. Trích dẫn những nghịch lý của lý thuyết tập hợp như ví dụ về bản chất sai lầm cơ bản của nó, Poincaré đòi hỏi "hầu hết những ý tưởng của lý thuyết tập hợp Cantor cần bị loại bỏ khỏi toán học một lần và mãi mãi." Cuối cùng, đòn tấn công của Wittgenstein có tính hữu hạn luận: ông tin rằng lập luận chéo của Cantor đúc kết thành một cường độ của một tập hợp các bản số hay số thực với trương độ của nó, và do đó tạo thành quan niệm về những nguyên tắc tạo ra một tập hợp với một tập hợp có thực, điều ông không chấp nhận.
Một số nhà thần học Thiên Chúa giáo xem công trình của Cantor là thách thức với tính duy nhất của cái vô hạn tuyệt đối trong bản chất của Chúa. Đặc biệt, các nhà tư tưởng Tân kinh viện nhìn thấy sự tồn tại của một vô hạn thực hàm chứa gì đó hơn là Chúa khi hủy hoại "tuyên bố độc nhất về vô hạn tối thượng của Chúa." Cantor tin tưởng mạnh mẽ rằng quan điểm này là một sự diễn dịch sai lầm về cái vô hạn, và cho rằng lý thuyết tập hợp có thể giúp hiệu chỉnh sai lầm này:
... các số siêu hạn chỉ nhiều đúng bằng trong sự sắp đặt của những ý định của Đấng Sáng tạo và ý chí không bị trói buộc vô hạn của Ngài như là những số hữu hạn.

Cantor cũng tin rằng lý thuyết của ông có thể đối lập với cả chủ nghĩa duy vật và quyết định luận; và ông bị sốc khi nhận ra mình là người duy nhất ở Đại học Halle không tin vào các niềm tin triết học tất định luận.
Năm 1888, Cantor công bố thư từ của ông với một số triết gia về những ngụ ý triết học của lý thuyết tập hợp. Trong một nỗ lực lớn nhằm thuyết phục các nhà tư tưởng và giới chức Cơ đốc khác như Tilman Pesch và Joseph Hontheim, cũng như các nhà thần học như Hồng y Johannes Franzelin, người từng đáp trả bằng việc đặt ngang hàng lý thuyết về số siêu hạn với thuyết phiếm thần. Cantor thậm chí còn gửi thư trực tiếp tới Giáo hoàng Lêô XIII, và gửi nhiều tiểu luận tới ông.
Triết lý của Cantor về bản chất của các con số dẫn ông tới chỗ khẳng định một xác tín rằng toán học có tự do để thừa nhận và chứng minh những quan niệm nằm ngoài địa hạt của các hiện tượng vật lý, như những cách biểu diễn của một thực thể bên trong. Giới hạn duy nhất của hệ thống siêu hình này là tất cả các quan niệm toán học phải không chứa mâu thuẫn nội tại, và rằng chúng tuân theo những định nghĩa, tiên đề, định lý đã có từ trước. Niềm tin này được tổng kết trong khẳng định nổi tiếng của ông rằng "bản chất tối hậu của toán học là sự tự do của nó." Những ý tưởng này tương tự như của Edmund Husserl. Trong khi đó, tự thân Cantor lại chống đối kịch liệt những đại lượng vô cùng bé, mô tả chúng là một "điều ghê tởm", "một thứ vi khuẩn tả của toán học".
Bài báo năm 1883 của Cantor chứng tỏ rằng ông khá quan tâm tới nhưng sự phản đối mà ý tưởng của ông vấp phải: "Tôi nhận ra rằng trong công cuộc này tôi đặt mình vào một sự đối lập nào đó với những quan điểm được thừa nhận rộng rãi liên quan tới cái vô hạn trong toán học và với những ý kiến thường xuyên được bảo vệ về bản chất các con số". Do đó ông dành nhiều thời gian để chứng minh các công trình trước đây của mình, khẳng định rằng các khái niệm toán học có thể được tự do đưa ra chừng nào chúng không có mâu thuẫn và xác định trong những quan niệm đã được chấp nhận từ trước. Ông cũng trích dẫn Aristotle, Descartes, Berkeley, Leibniz, và Bolzano bàn về tuyệt đối.

## Dòng dõi

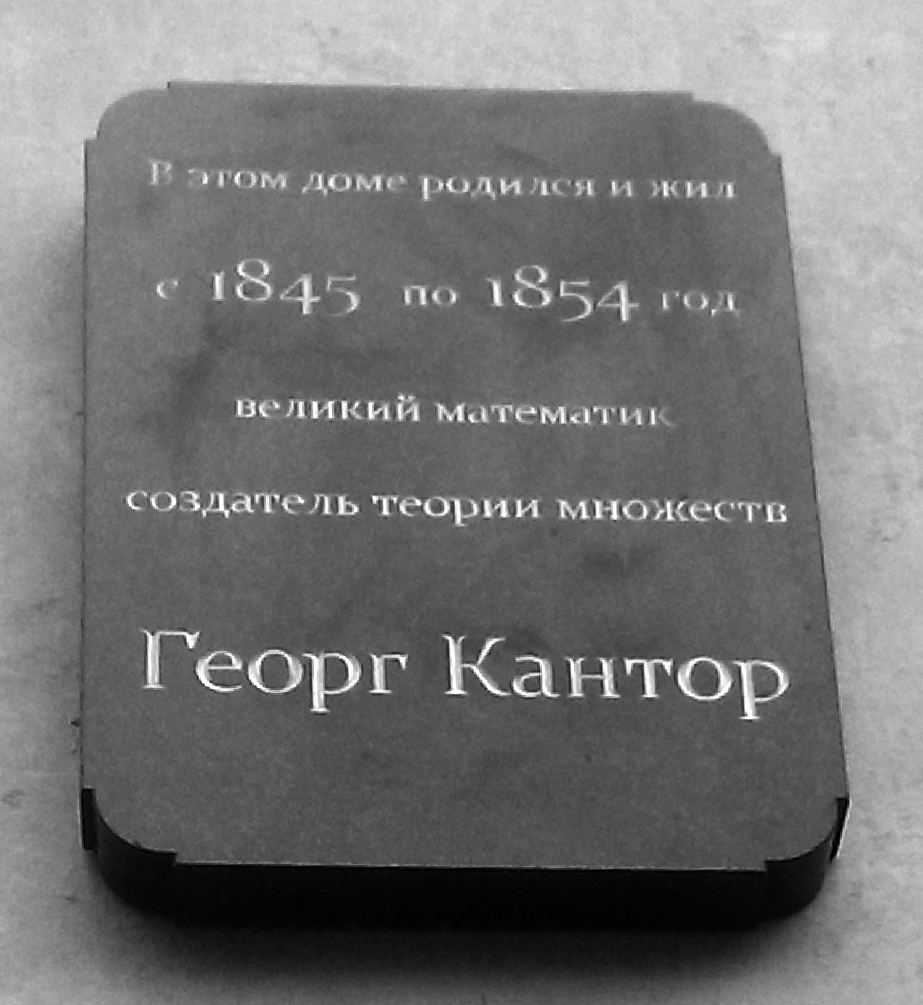
Dòng chữ trên biển tưởng niệm bằng tiếng Nga: "Ngôi nhà này là nơi sinh ra và lớn lên từ năm 1845 tới năm 1854 của nhà toán học vĩ đại, người sáng tạo nên lý thuyết tập hợp Georg Cantor", Đảo Vasilievsky, Saint-Petersburg.

Người ta biết rất ít điều gì chắc chắn về nguồn gốc và việc giáo dục của George Woldemar Cantor. Ông bà nội của Cantor đến từ Copenhagen, và chạy tới Nga khi Chiến tranh Napoléon bùng nổ, ngoài ra không biết được thêm thông tin trực tiếp gì về họ. Trong khi tên của Cantor được liệt kê trong một số cuốn niên giám về người Do Thái., ông cũng còn được gọi là người Nga, Đức, hoặc Đan Mạch
Jakob Cantor, ông nội ông, đặt tên con cái bằng các tên thánh Cơ đốc. Hơn nữa, một vài người họ hàng của bà ngoại ông phục vụ trong chính quyền Nga Hoàng, nơi không chấp nhận người Do Thái trừ khi họ cải đạo sang Cơ đốc. Bố của Cantor, Georg Waldemar Cantor, được dạy dỗ trong một giáo đoàn Lutheran ở Saint Peterburg, và thư từ giữa ông và con trai cho thấy cả hai bọn họ là những người Lutheran nhiệt thành. Mẹ ông, Maria Anna Böhm, là một người sinh ở Áo-Hung sống ở Nga và rửa tội theo Công giáo La Mã, sau đám cưới bà cải sang Tin Lành. Tuy nhiên một lá thư của em trai Cantor là Louis gửi mẹ cho phép suy luận rằng bà cũng là người Do Thái. Tuy nhiên, một cuộc tìm kiếm năm 1930 bởi một chuyên gia phả hệ Do Thái là Josef Fischer đã không cho thấy bất cứ kết quả rõ ràng nào về dòng dõi của Cantor. Bằng chứng xác thực nhất về dòng dõi của Cantor là một bức thư ông gửi cho Paul Tannery trong đó có chi tiết khẳng định ông bà nội ông là người Do Thái.

## Ghi chép tiểu sử
Cho đến những năm 1970, những công bố học thuật chính liên quan tới Cantor là hai tiểu luận ngắn của Schönflies (1927) — chủ yếu liên quan tới thư từ với Mittag-Leffler — và Fraenkel (1930). Chúng đều ít liên quan tới cuộc đời tư của Cantor. Khoảng trống đó được cuốn Men of Mathematics (1937) của Eric Temple Bell bổ sung, một cuốn sách rất phổ biến nhưng bị chỉ trích về chất lượng. Bell giới thiệu mối quan hệ của Cantor với cha là mang tính Oedipus, những khác biệt của Cantor với Kronecker như mối bất hòa giữa hai người Do Thái, và bệnh động kinh của Cantor như một sự thất chí lãng mạn do không nhận được sự chấp nhận cho sự nghiệp toán học, và lấp đầy bức tranh minh họa Cantor bằng các kiểu mẫu. Do thiếu tài liệu, những chi tiết này được nhiều cuốn sách khác in lại, cho đến khi Grattan-Guinness (1971) chứng tỏ chúng đều không đúng và có tính hư cấu. Còn có những huyền thoại khác không liên quan tới Bell, bao gồm cả câu chuyện rằng cha Cantor là một đứa bé bị bỏ rơi và gửi tới Saint Peterburg. Ngoài tiểu luận Towards a Biography of Georg Cantor năm 1971 của Grattan-Guinness, cuốn sách Georg Cantor: his mathematics and philosophy of the infinite (1979) là chuyên khảo duy nhất và đầy đủ tư liệu hơn cả về cuộc đời và sự nghiệp của Cantor.

## Tưởng niệm
Bên cạnh một loạt những khái niệm, định lý toán học mang tên Cantor, tên ông cũng được đặt cho một tiểu hành tinh (16246 Cantor), một hố thiên thạch trên Mặt Trăng, trường Trung học Georg Cantor chuyên toán ở Halle, cũng như một số địa danh khác... Huy chương Cantor do Hội Toán học Đức trao 2 năm một lần kể từ 1990 cho những nhà toán học nói tiếng Đức trên thế giới có thành tựu đặc biệt.